# Ордовский сельский совет
Ордовский се́льский сове́т — входил до 2020 года в состав Нововодолажского района Харьковской области Украины.
Административный центр сельского совета находился в селе Ордовка.

## История
- между 1917 и 1938 — дата образования Ордовского сельского Совета депутатов трудящихся в составе Водолажского района Харьковской губернии Украинской Советской Советской Социалистической Республики.
- С 1923 года — в составе Харьковского о́круга, с 1932 — Харьковской области УССР.
- 2020 — в рамках административно-территориальной «реформы» по новому делению Харьковской области[3][4] Ордовский сельсовет и весь Водолажский район были ликвидированы; входящие в с/совет населённые пункты и его территории вошли в … территориальную общину (укр. громаду) … района.

## Адрес сельсовета
- 63223, Харковская область, Нововодолажский район, село Ордовка, ул. А. П. Воронцова, дом 129.

## Населённые пункты совета
- село Ордовка
- село Но́вая Мере́фа
- село Щебетуны

### Ликвидированные населённые пункты
- село Барабаши́, в 19 веке Барабашев хутор[5] (после ВОВ вошло в состав Новой Мерефы)
- село Подкопа́и, в 19 веке хутор Катаржевского[6]
- хутор Водки Второй, в 19 веке хутор Водкин[7] (после ВОВ вошёл в состав Щебетунов).
- хутор Ступаки, в 19 веке Ступиков хутор[8] (возможно, после ВОВ это стали Барабаши; после ВОВ вошёл в состав Нового Посёлка (Новой Мерефы).
- хутор Джгун, в 19 веке Евковский хутор[9] (после ВОВ вошёл в состав Новой Мерефы).
- хутор Водки Первый, в 19 веке Водкин хутор[7] (к 1980 прекратил существование).
- хутор Сыровцы, в 19 веке Триполкин хутор[10] (после ВОВ вошёл в состав Ордовки).
- хутор Котенков, в 19 веке Котов хутор[11] (после ВОВ, возможно, был включён в состав Булахи; к 1980 прекратил существование).
- хутор Булахи, в 19 веке Червоный и Усиков хутора[12] — до 1976 стал нежилым; там находится курган Бессмертия и Славы.
- хутор Хоменки, в 19 веке Хоменков хутор[13] (после ВОВ вошёл в состав села Подкопаи).